# Taťána Kuchařová
Taťána Kuchařová (n. 23 decembrie 1987, Trnava, Slovacia) este un fotomodel ceh. Ea devine cunoscută în anul 2006 când a fost aleasă Miss World.

## Date biografice
Kuchařová a copilărit în Opotschno lângă Hradec Králové. La scurt după luarea examenului de bacalaureat a fost aleasă Miss Cehia ca în anul următor în septembrie să fie aleasă în Varșovia Miss World. Pe locul doi fiind australianca Sabrina Houssami, iar locul trei este ocupat de românca Ioana Valentina Boitor.